# Brantigny
Brantigny là một xã, nằm ở tỉnh Vosges trong vùng Grand Est của Pháp. Xã này có diện tích 3,01 km², dân số năm 1999 là 149 người. Xã này nằm ở khu vực có độ cao trung bình 391 m trên mực nước biển.
Dân địa phương tiếng Pháp gọi là Brantignots.

## Biến động dân số
| 1962                                         | 1968 | 1975 | 1982 | 1990 | 1999 |
| -------------------------------------------- | ---- | ---- | ---- | ---- | ---- |
| 121                                          | 127  | 95   | 162  | 151  | 149  |
| Số liệu từ năm 1962: Dân số không tính trùng |      |      |      |      |      |